# HD 170650
HD 170650，又名BD+23 3347，SAO 86115、HR 6943，是一颗恒星，视星等为5.9，位于銀經52.32，銀緯15.19，其B1900.0坐标为赤經18h 25m 26.9s，赤緯+23° 15.19′ 58″。